# مزاحم (فیلم ۱۹۷۵)
مزاحم (انگلیسی: The Intruder) فیلمی در ژانر ترسناک به کارگردانی کریس رابینسون است که در سال ۱۹۷۵ منتشر شد.

## بازیگران
- میکی رونی[۱]
- ایوان دکارلو[۱]
- فیلیس رابینسون[۲]
- تد کسیدی[۱]